# Élie Raphaël
Pour les articles homonymes, voir Raphaël.
 (avril 2024).
Élie Raphaël est un physicien français, théoricien de la matière molle, directeur de recherche au CNRS, ancien directeur du laboratoire Gulliver et professeur associé de l'ESPCI Paris (responsable du cours de Méthodes Mathématiques en première année).
Après des études de physique à l'université de Strasbourg, Élie Raphaël effectue un doctorat (1987-1989) sous la direction de Pierre-Gilles de Gennes au Collège de France. En 1992, il effectue un post-doctorat d'un an à l'Université de Californie à Santa Barbara dans le groupe du professeur Philippe Pincus. Depuis 2005, il travaille dans l'UMR Gulliver 7083 à l'École supérieure de physique et de chimie industrielles de la ville de Paris et y enseigne les mathématiques. Il étudie le comportement des polyélectrolytes, des polymères aux interfaces, le démouillage des films fins de polymères, les milieux granulaires et les ondes de capillarité-gravité. 
Élie Raphaël organise, avec Jérôme Lesueur, le cycle de conférence « Les chantiers du savoir » à destination des élèves et du grand public.

## Distinctions
- Lauréat de la médaille de bronze du CNRS (1992)
- Lauréat du Prix du Groupe Français d’Études et d’Applications des Polymères (2001)